# Tram van Tenerife
De Tram van Tenerife (Spaans: Tranvía de Tenerife) is een tramnetwerk op het Spaanse eiland Tenerife. Het netwerk bestaat uit twee lijnen en is het enige tramnetwerk op de Canarische Eilanden.

## Geschiedenis
Het huidige tramnetwerk was niet het eerste op het eiland. In 1901 bestond er al een lijn die liep tussen de hoofdstad Santa Cruz de Tenerife en San Cristóbal de La Laguna. Drie jaar later werd de lijn verlengd tot Tacoronte. In 1951 stopte de tram met rijden door een te grote concurrentie met de auto en de bus.
In de 21e eeuw laaide het debat op om terug een tramlijn tussen Santa Cruz en San Cristóbal de La Laguna aan te leggen. De werken begonnen in 2004 en eindigden op 2 juni 2007, toen de trams begonnen te rijden. Een tweede lijn opende in 2009 tussen La Cuesta en Tincer.

## Lijnen
| Lijn | Traject                                                             |
| ---- | ------------------------------------------------------------------- |
| 1    | La Trinidad - Hospital Universitario - El Cardonal - Intercambiador |
| 2    | La Cuesta - Hospital Universitario - El Cardonal - Tincer           |

Er zijn plannen om een derde lijn te bouwen, die langs de kustlijn van Santa Cruz moet lopen.

## Materieel
Het tramnet wordt bereden door trams van het model Citadis van Alstom. Dit model wordt ook gebruikt voor de tram van Casablanca en de Metro Ligero, een soort premetronetwerk in Madrid. De trams zijn allemaal lagevloertrams en kunnen een topsnelheid bereiken van 70 kilometer per uur.